# Francisco Reyes
Pour les articles homonymes, voir Reyes.
Eugenio Francisco Reyes Morandé, né le 6 juillet 1954 à Santiago (Chili), est un acteur chilien de télévision, de théâtre et de cinéma. 
En 2017, il a acquis une reconnaissance internationale pour son rôle d'Orlando, le petit ami aîné de Marina (Daniela Vega) dans le film oscarisé de Sebastián Lelio, Une femme fantastique.

## Filmographie
| Films       | Films                                 | Films                                                      | Films    |
| Année       | Film                                  | Rôle                                                       | Notes    |
| ----------- | ------------------------------------- | ---------------------------------------------------------- | -------- |
| 1988        | Ángeles                               | Juan Segovia                                               |          |
| 1990        | La Telenovela Errante (sorti en 2017) |                                                            |          |
| 1990        | Hay Algo allá Afuera                  | Daniel                                                     |          |
| 1996        | Mi Último Hombre                      | Álvaro                                                     |          |
| 1997        | Docteur Chance                        | Georg Trakl                                                |          |
| 1998        | Enemigo de mi Enemigo                 | Pascal                                                     |          |
| 1999        | Diplomatic Siege                      |                                                            |          |
| 2001        | Muertes a Medianoche                  | Engineer #2                                                |          |
| 2003        | Buscando à la Señorita Hyde           | Bruno Delmas                                               |          |
| 2003        | Subterra                              | Fernando Gutierrez                                         |          |
| 2003        | El Nominado                           | Patricio                                                   |          |
| 2004        | Mon ami Machuca                       | Patricio Infante                                           |          |
| 2004        | Days in the Country                   | Dr. Chadian                                                |          |
| 2008        | Secrets                               | Dr. Liborio                                                |          |
| 2015        | El club                               | Father Alfonso                                             |          |
| 2016        | Neruda                                | Bianchi                                                    |          |
| 2017        | Une femme fantastique                 | Orlando Onetto Partier                                     |          |
| Telenovelas |                                       |                                                            |          |
| Année       | Soap opera                            | Rôle                                                       | Channel  |
| 1990        | El Milagro de Vivir                   | Ricardo Gomez                                              | TVN      |
| 1991        | Volver a Empezar                      | Martín Barnes                                              | TVN      |
| 1992        | Trampas y Caretas                     | Max Cruchaga                                               | TVN      |
| 1993        | Jaque Mate                            | Nicolas Belmar                                             | TVN      |
| 1994        | Rompecorazón                          | Pablo Sierra                                               | TVN      |
| 1995        | Estúpido Cupido                       | Jaime Salvatierra                                          | TVN      |
| 1996        | Sucupira                              | Esteban Onetto                                             | TVN      |
| 1997        | Oro Verde                             | Diego Valenzuela                                           | TVN      |
| 1998        | Iorana                                | Fernando Balbontin / Dr. Arístides Concha / Antoine Dumond | TVN      |
| 1999        | La fiera                              | Martin Echaurren                                           | TVN      |
| 2000        | Romané                                | Father Juan Bautista Domínguez                             | TVN      |
| 2001        | Pampa Ilusión                         | Jose Miguel Inostroza                                      | TVN      |
| 2003        | Puertas Adentro                       | Jose Cardenas                                              | TVN      |
| 2004        | Los Pincheira                         | Miguel Molina Linares                                      | TVN      |
| 2005        | Los Capo                              | Giorgio Capo Ragianni                                      | TVN      |
| 2006        | Cómplices                             | Harvey Slater                                              | TVN      |
| 2007        | Corazón de María                      | Father Mateo Garcia                                        | TVN      |
| 2008        | Viuda alegre                          | Santiago Balmaceda / Simon Diaz                            | TVN      |
| 2009        | ¿Dónde está Elisa?                    | Bruno Alberti                                              | TVN      |
| 2010        | Conde Vrolok                          | Froilan Donoso                                             | TVN      |
| 2011        | El laberinto de Alicia                | Manuel Inostroza                                           | TVN      |
| 2012        | Pobre rico                            | Maximo Cotapos                                             | TVN      |
| 2014        | Vuelve temprano                       | Santiago Goycolea                                          | TVN      |
| 2015        | Matriarcas                            | Gary Mendez                                                | TVN      |
| 2017        | Dime Quien Fue                        | Manuel Silva                                               | TVN      |
| 2018        | Amar a Morir                          | Nicolas Vidal                                              | TVN      |
| 2019        | Yo Soy Lorenzo                        | Ernesto Orellana                                           | Mega     |
| 2020        | La Meute                              | Emilio Belmar, prêtre directeur du Colegio Santa Inés      |          |
| 2022        | Secretos de Familia                   | Octavio Cruchaga                                           | Canal 13 |
| TV Series   |                                       |                                                            |          |
| Année       | Série                                 | Rôle                                                       | Channel  |
| 1989        | Santa Teresa de Los Andes             | Miguel Fernández                                           | TVN      |
| 1997        | Sucupira, la comedia                  | Esteban Onetto                                             | TVN      |
| 2002        | La Vida es una Lotería                | Cap. Lóco por Déborah                                      | TVN      |
| 2011-2013   | Prófugos                              | Óscar Salamanca                                            | HBO      |

## Distinctions
- (en) Francisco Reyes: Awards, sur l'Internet Movie Database